# توماس فرازير (لاعب كريكت)
توماس فرازير (26 يونيو 1912 في جنوب أفريقيا - 25 يوليو 1995 في المملكة المتحدة) (بالإنجليزية: Thomas Fraser)‏ هو لاعب كريكت جنوب أفريقي.

## وصلات خارجية
- توماس فرازير على موقع إي آس بي آن كريك إنفو (الإنجليزية)